# Bernardo di Gotia
Bernardo III di Poitiers conosciuto anche come Bernardo II di Barcellona. Bernardo anche in spagnolo, in portoghese e in galiziano, Bernard in francese e Bernat in catalano (Gerona, prima metà del IX secolo – dopo l'879), fu marchese di Settimania (o di Gotia) e Conte di Rossiglione, dall'864, conte di Barcellona, dall'865, conte di Poitiers (pur senza averne il titolo), dall'866, Conte di Gerona, dall'870, e infine, anche Conte d'Autun, dall'876 all'878.
Fu l'ultimo Franco a governare la contea di Barcellona.

## Origine
Era il figlio primogenito del conte di Poitiers Bernardo II (?-844/845) e di Blichilde del Maine, che secondo la Historia Inventionis et Translationis reliquiarium Sancti Baudelli martyris era figlia del conte del Maine Rorgone I e di Blichilde, di cui non si conoscono gli ascendenti; Blichilde del Maine, che era la sorella del conte del Maine, Rorgone II, in seconde nozze sposò Rainolfo I, che era stato contrapposto a Bernardo II, nella contea di Poitiers.

Di Bernardo II di Poitiers non si conoscono gli ascendenti, ma secondo la ADEMARI CHRONICON, LIBER TERTIUS, era il fratello del conte di Poitiers e poi conte d'Angoulême, Emenone e del conte d'Angoulême, Turpione.

## Biografia

La penisola iberica con a nord la marca di Spagna e Tolosa nella seconda metà del IX secolo

Quando Unifredo I fu spodestato da tutti i suoi titoli dal re dei Franchi Occidentali Carlo il Calvo, tra l'864 e l'865, Bernardo fu nominato marchese di Settimania (o di Gotia) ricevendo le contee di Barcellona, Osona, Rossiglione, Narbona, Béziers e Nîmes.
Il nuovo re d'Aquitania, Carlo il Bambino, morì il 29 settembre 866 e l'Aquitania ebbe un periodo di pace.
Nel mese di settembre era morto anche il conte di Poitiers Rainolfo I e il titolo era passato al figlio Ranulfo II; Bernardo allora occupò la contea e la governò, pur non avendone il titolo.
L'anno seguente divenne re d'Aquitania Luigi il Balbo, altro figlio di Carlo il Calvo.
Nell'868, negli Annales Bertiniani, Bernardo viene citato come marchese di Gotia.
Tra l'869 e l'870 morirono il conte di Urgell e Cerdagna e quello di Gerona e Besalú; Gerona e Besalú andarono a Bernardo, mentre Urgell e Cerdagna furono affidate a Goffredo il Villoso, figlio di Sunifredo I, conte di Barcellona dall'844 all'848.
Nell'872 divenne consigliere di Luigi il Balbo.
Nel documento n° XCVI delle Histoire Générale de Languedoc, una donazione del 21 luglio 875, Bernardo si definisce conte duca e marchese.
Nell'875, dal documento n° CI delle Histoire Générale de Languedoc, Bernardo, come marchese di Settimania presiedette un'assemblea.
Quando nell'876, morì il conte di Autun, la contea passò a Bernardo di Gotia, in quanto Bernardo Piede di Velluto, a cui spettava, era in quel momento prigioniero di Ludovico III il Giovane, figlio di Ludovico II il Germanico, che l'aveva catturato alla battaglia di Andernach.
In quello stesso anno, Bernardo si impossessò anche della contea del Berry.
Nello stesso anno si oppose al vescovo di Bourges, nominato dal re Carlo il Calvo.
Nell'877 partecipò alla ribellione contro Carlo il Calvo, assieme a Bosone I di Provenza, Bernardo Piede di Velluto conte di Tolosa e Alvernia e Ugo l'Abate marchese di Neustria, non inviando in Italia le truppe richieste.
Carlo il Calvo morì il 6 ottobre 877, ma la ribellione continuò contro il figlio di Carlo, Luigi il Balbo.
Nel corso dello stesso anno il vescovo di Reims Incmaro riuscì a isolare Bernardo di Gotia, riportando gli altri tre ribelli nel campo di Luigi, che fu incoronato re di Francia l'8 dicembre 877. In quell'anno o all'inizio dell'anno successivo, Ugo l'Abate gli tolse la contea di Poitiers, consegnandola al conte titolare, Ranulfo II.
In accordo con il papa Giovanni VIII fu convocato un concilio a Troyes, che decretò, l'11 settembre 878 la deposizione di Bernardo di Gotia; gli Annales Bertiniani riportano che Bernardo si ribellò alla sentenza e resistette per circa un anno nella contea di Autun, dove venne raggiunto dalla scomunica del papa, nel corso dell'879, e in quello stesso anno fu privato di tutti gli onori.
Infine Bernardo venne sconfitto da Bernardo Piede di Velluto, che si appropriò del Berry e della Settimania, mentre le contee di Barcellona, Osona, Gerona, Besalú e Rossiglione andarono a Goffredo il Villoso, già conte di Urgell e Cerdagna.
Secondo gli Annales Fuldenses, nell'880, dopo essere stato sconfitto, Bernardo si sottomise.
Di Bernardo di Gotia non si conoscono il luogo e l'anno della sua morte, che fu dopo l'anno 880.

## Discendenza
Di Bernardo di Gotia non si conosce né il nome della moglie né alcuna discendenza.

### Fonti primarie
- (LA)  Rerum Gallicarum et Francicarum Scriptores, Tomus IX.
- (LA)  Histoire Générale de Languedoc,. Tome II.
- (LA)  Annales Bertiniani.
- (LA)  ADEMARI CHRONICON.
- (LA)  Monumenta Germaniae Historica, Scriptores, tomus I.

### Letteratura storiografica
- René Poupardin, I regni carolingi (840-918), in «Storia del mondo medievale», vol. II, 1979, pp. 583–635.
- (EN) The Development of Southern French and Catalan Society, 718-1050, su libro.uca.edu.